# Djupedalsgrottan
Djupedalsgrottan är ett naturreservat i Skövde kommun i Västra Götalands län.
Området är naturskyddat sedan 2016 och är 26 hektar stort. Reservatet består av naturskogsartad barrskog och hällmarkstallskog.